# Écueillé
Cet article possède un paronyme, voir Écuillé.
Écueillé [ekœje]  est une commune française située dans le département de l'Indre, en région Centre-Val de Loire.

## Géographie

### Localisation
La commune est située dans le nord-ouest du département, à la limite avec le département d'Indre-et-Loire. Elle est située dans la région naturelle du Boischaut Nord.
Les communes limitrophes sont : Nouans-les-Fontaines (7 km), Villedômain (7 km), Préaux (8 km), Heugnes (9 km), Luçay-le-Mâle (9 km) et Jeu-Maloches (10 km).
Les communes chefs-lieux et préfectorales sont : Valençay (19 km), Châteauroux (40 km), Issoudun (51 km), Le Blanc (54 km) et La Châtre (74 km).

### Hameaux et lieux-dits
Les hameaux et lieux-dits de la commune sont : les Renardières, Courcueil, les Bruyères, l'Ecoublère, le Village des Champs, la Ferrière, la Choltière, la Haute Roche, la Basse Roche, les Bossées, Crasset, le Bois Franc, Beauvais, Bretagne, Mazère, la Saulaie, la Boutiniere, la Brémaudière, Vérette, Mirebeau, Cloué, Le Gué Roux, La Grand-Vallée, la Dolangère, le Moulin de la Roche et Hervault.

### Géologie et relief
La commune est classée en zone de sismicité 2, correspondant à une sismicité faible.

### Hydrographie
Le territoire communal est arrosé par la rivière Tourmente, de plus il possède les sources de la rivière Modon.

### Climat
Pour des articles plus généraux, voir Climat du Centre-Val de Loire et Climat de l'Indre.
En 2010, le climat de la commune est de type climat océanique dégradé des plaines du Centre et du Nord, selon une étude du CNRS s'appuyant sur une série de données couvrant la période 1971-2000. En 2020, Météo-France publie une typologie des climats de la France métropolitaine dans laquelle la commune est exposée à un climat océanique altéré et est dans la région climatique Centre et contreforts nord du Massif Central, caractérisée par un air sec en été et un bon ensoleillement.
Pour la période 1971-2000, la température annuelle moyenne est de 11,6 °C, avec une amplitude thermique annuelle de 15 °C. Le cumul annuel moyen de précipitations est de 720 mm, avec 11,5 jours de précipitations en janvier et 6,9 jours en juillet. Pour la période 1991-2020, la température moyenne annuelle observée sur la station météorologique de Météo-France la plus proche, sur la commune de Pellevoisin à 12 km à vol d'oiseau, est de 12,4 °C et le cumul annuel moyen de précipitations est de 798,0 mm,. Pour l'avenir, les paramètres climatiques de la commune estimés pour 2050 selon différents scénarios d'émission de gaz à effet de serre sont consultables sur un site dédié publié par Météo-France en novembre 2022.

### Voies de communication et transports

#### Voies routières
Le territoire communal est desservi par les routes départementales : 8, 8A, 8C, 11, 13 et 109.

#### Transports
La ligne de Salbris au Blanc passe par le territoire communal, une gare dessert la commune, par le train touristique du Bas-Berry. L'autre gare ferroviaire la plus proche est celle de Loches (28 km), sur la ligne de Tours à Châteauroux.
Écueillé est desservie par la ligne S du Réseau de mobilité interurbaine.
L'aéroport le plus proche est l'aéroport de Châteauroux-Centre, à 43 km.
Le territoire communal est traversé par le sentier de grande randonnée de pays de Valençay.

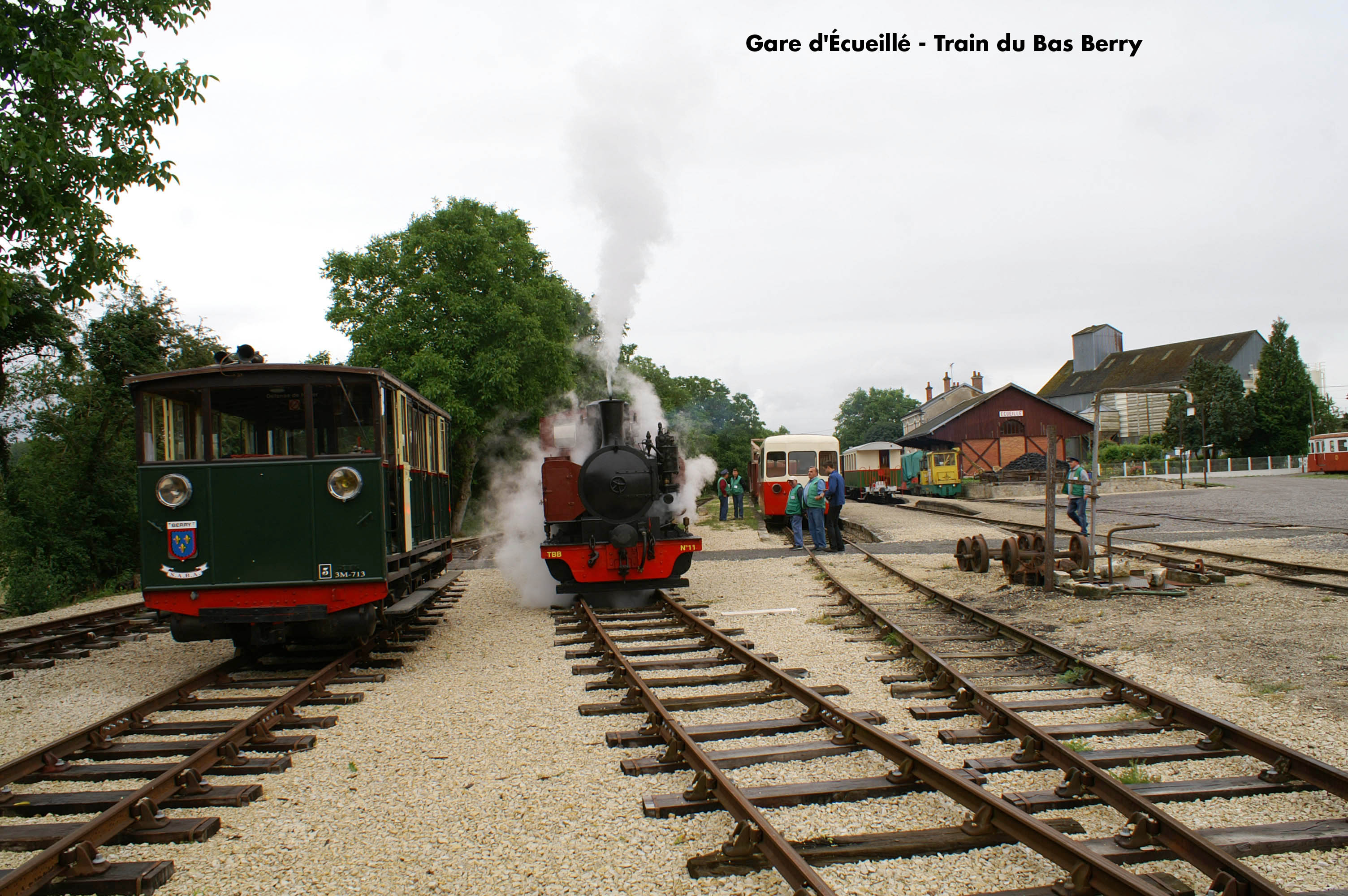
La gare en 2010.

## Urbanisme

### Typologie
Au 1er janvier 2024, Écueillé est catégorisée bourg rural, selon la nouvelle grille communale de densité à sept niveaux définie par l'Insee en 2022.
Elle est située hors unité urbaine et hors attraction des villes,.

### Occupation des sols
L'occupation des sols de la commune, telle qu'elle ressort de la base de données européenne d’occupation biophysique des sols Corine Land Cover (CLC), est marquée par l'importance des territoires agricoles (89,4 % en 2018), une proportion identique à celle de 1990 (89,4 %). La répartition détaillée en 2018 est la suivante :
terres arables (70,5 %), prairies (16,2 %), forêts (8,1 %), zones agricoles hétérogènes (2,7 %), zones urbanisées (2,5 %). L'évolution de l’occupation des sols de la commune et de ses infrastructures peut être observée sur les différentes représentations cartographiques du territoire : la carte de Cassini (XVIIIe siècle), la carte d'état-major (1820-1866) et les cartes ou photos aériennes de l'IGN pour la période actuelle (1950 à aujourd'hui).

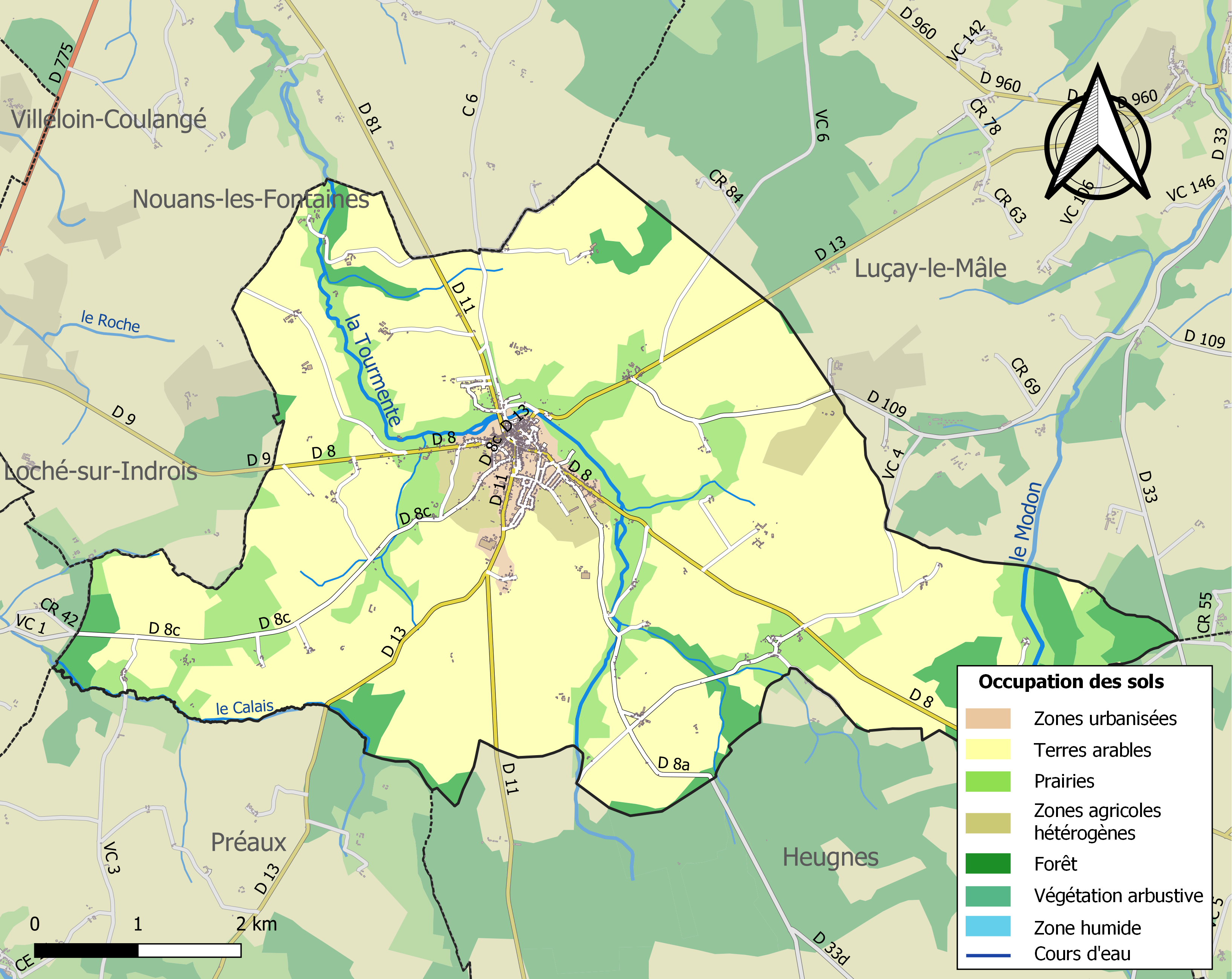
Carte des infrastructures et de l'occupation des sols de la commune en 2018 (CLC).

### Logement
Le tableau ci-dessous présente le détail du secteur des logements de la commune :
| Date du relevé                                              | 2013   | 2015   |
| Nombre total de logements                                   | 820    | 829    |
| Résidences principales                                      | 75,3 % | 74,3 % |
| Résidences secondaires                                      | 8,6 %  | 9 %    |
| Logements vacants                                           | 16,1 % | 16,7 % |
| Part des ménages propriétaires de leur résidence principale | 72,4 % | 72,4 % |

### Risques majeurs
Le territoire de la commune d'Écueillé est vulnérable à différents aléas naturels : météorologiques (tempête, orage, neige, grand froid, canicule ou sécheresse), feux de forêts, mouvements de terrains et séisme (sismicité faible). Un site publié par le BRGM permet d'évaluer simplement et rapidement les risques d'un bien localisé soit par son adresse soit par le numéro de sa parcelle.
Pour anticiper une remontée des risques de feux de forêt et de végétation vers le nord de la France en lien avec le dérèglement climatique, les services de l’État en région Centre-Val de Loire (DREAL, DRAAF, DDT) avec les SDIS ont réalisé en 2021 un atlas régional du risque de feux de forêt, permettant d’améliorer la connaissance sur les massifs les plus exposés. La commune, étant pour partie dans les massifs de Heugnes, Brouard, est classée au niveau de risque 3, sur une échelle qui en comporte quatre (1 étant le niveau maximal).

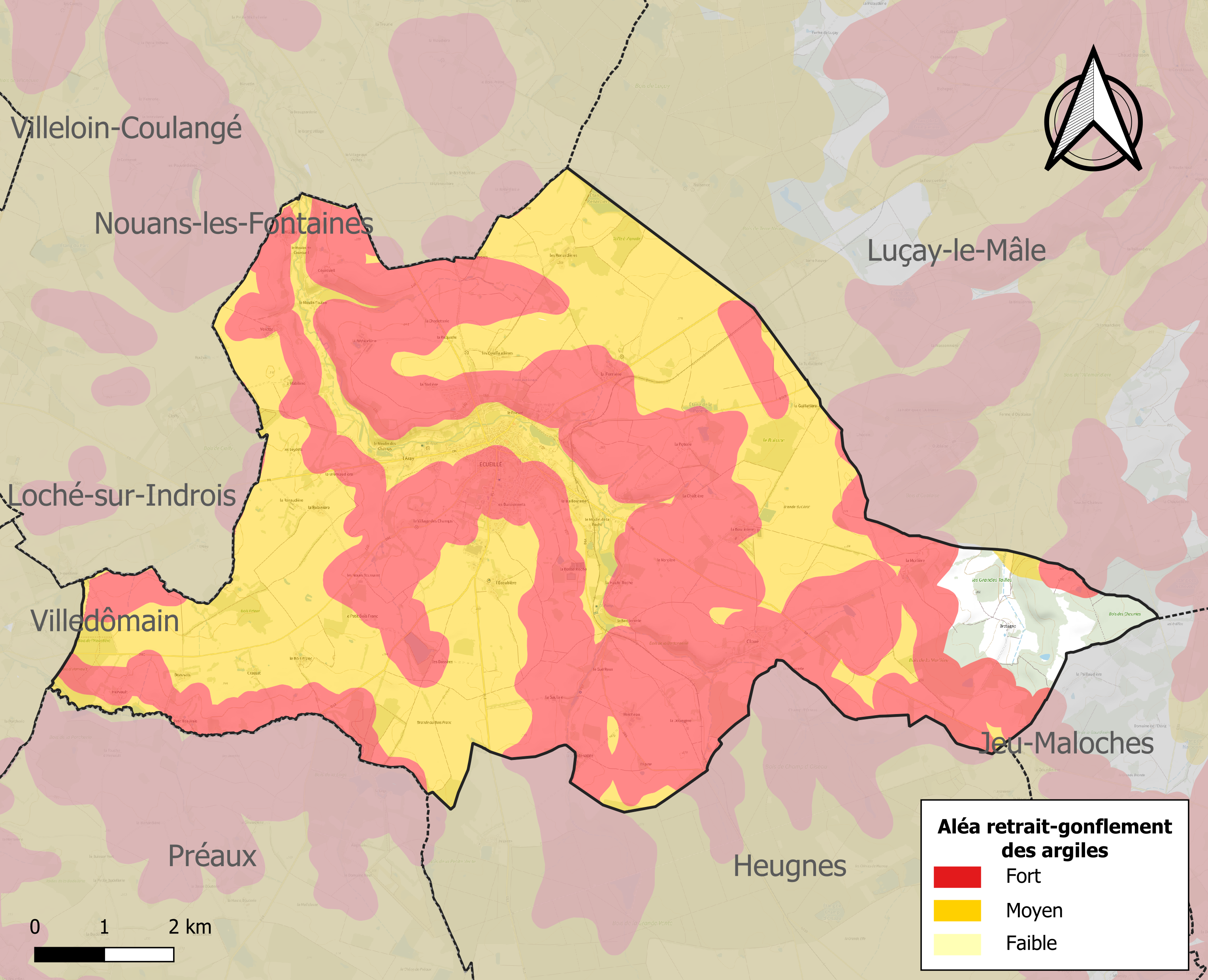
Carte des zones d'aléa retrait-gonflement des sols argileux d'Écueillé.

Les mouvements de terrains susceptibles de se produire sur la commune sont des tassements différentiels.
Le retrait-gonflement des sols argileux est susceptible d'engendrer des dommages importants aux bâtiments en cas d’alternance de périodes de sécheresse et de pluie. 95,7 % de la superficie communale est en aléa moyen ou fort (84,7 % au niveau départemental et 48,5 % au niveau national). Sur les 801 bâtiments dénombrés sur la commune en 2019, 800 sont en aléa moyen ou fort, soit 100 %, à comparer aux 86 % au niveau départemental et 54 % au niveau national. Une cartographie de l'exposition du territoire national au retrait gonflement des sols argileux est disponible sur le site du BRGM,.
Concernant les mouvements de terrains, la commune a été reconnue en état de catastrophe naturelle au titre des dommages causés par la sécheresse en 1989, 1991, 1992, 1993, 1998 et 2018 et par des mouvements de terrain en 1999.

## Toponymie
Le nom de la localité est attesté sous les formes Scubiliacus de 1107 à 1150, Escubiliacus en 1228, Esculleium en 1239, Escueillé en 1533[réf. nécessaire], Escully en 1566. Elle figure sous son vocable actuel sur les cartes de Cassini établies dans la seconde moitié du XVIIIe siècle.

Du latin scopulus (« rocher »).
Étymologie des paroisses rattachées :
- Cloué est mentionné sous les formes Cloé en 1194 puis Cloué dès le XVIe siècle[24]. Il est issu d'un primitif *Hlodoacum, nom de domaine en -acum, précédé du nom de personne germanique Hlodo.
- Hervault est attesté sous les formes Arvel (XIIIe siècle), Arvellis (XIVe siècle), Arviaux (1414), Harvaulx (1488), Arvaux (1502), Arveaux (1514), puis Herveaulx, Herveau, Hervau (XVIe siècle), Hervaux (XVIIe siècle) et enfin Hervault (milieu du XVIIIe siècle)[réf. nécessaire].

Ses habitants sont appelés les Écueillois.

## Histoire
Quelques vestiges préhistoriques (notamment trois polissoirs), des monnaies gauloises et des vestiges gallo-romains près du village de Mazère attestent de l'occupation ancienne du territoire de la commune.
La rue du Vieux-Fort et la rue de l'Ancienne-Caserne évoquent encore la citadelle avancée de la Touraine, province à laquelle appartenait Ecueillé avant la Révolution. En 1150, la paroisse appartient au diocèse de Tours et dépend de l'Abbaye Saint-Sauveur de Villeloin. Le prieuré relève du château de Loches. La châtellenie relève du palais archiépiscopal de Tours jusqu'à son incorporation en 1553 à la baronnie de Buzançais. Au XVIIIe siècle, elle passe aux mains des familles La Trémoille et Choiseul.
Le 25 mars 1278, l'archidiacre de Tours, en visite à Écueillé, affranchit le serf Clément Baboin qui est le premier Écueillois identifiable par un prénom et un patronyme.
Lors des guerres de Religion, Écueillé connait une flambée de violences en 1574-75. Quand François de Valois, duc d'Alençon et frère du roi Henri III, arrive à Écueillé le 8 octobre 1575, il laisse ses soldats se livrer à des pillages au prieuré et dans des fermes pendant trois jours.
En 1611, l'ancien cimetière situé au centre du bourg est racheté par François de Fiesque, conseiller d'État, seigneur d'Écueillé, baron de Levroux et de Brion, pour y réaliser de nouveaux aménagements urbains. En 1617, une nouvelle halle (40 m de long sur 14 m de large) est construite à son emplacement sur les plans de trois maitres-charpentiers de Loché-sur-Indrois : Noël Masson, Ursin et Vincent Goubelet. Acquise par la commune en 1850, la halle est démontée en 1880 et en partie remontée dans les hameaux de la Choltière et la Boutinière.
Écueillé subit les crues de la Tourmente en novembre 1770 et juin 1856.
Un cahier de doléances est rédigé le 1er mars 1789.
En 1790, lors de la formation des départements, Écueillé est d'abord incorporée à l'Indre-et-Loire, mais ses habitants qui trouvent Tours beaucoup trop éloignée protestent. Une loi ultérieure du 18 ventôse an VI la rattache finalement à l'Indre.
Les biens ecclésiastiques (prieuré présenté comme un manoir, moulin des Champs, métairie du Bois Franc) sont réquisitionnés en 1790. Le 25 juin 1791, leurs 210 hectares sont acquis, pour 11 000 livres, par l'huissier écueillois Grégoire Gauguery.
Le 14 mars 1791 l'abbé Suzor, curé assermenté de la paroisse d'Écueillé, est élu archevêque de Tours par les 329 prêtres et religieux assermentés de Touraine, réunis à la cathédrale de Tours. Note de René Coursault : « À son passage à Loches il fut félicité par les autorités et par M. Gaultier, président des Amis de la Constitution ; il fut moins bien reçu à Ligueil malgré le discours d'Ysabeau, son grand vicaire, oratorien défroqué ; à Loches plusieurs prêtres refusèrent de prêter serment comme M. Rocher, curé de Saint-Ours ».
Les 13 et 14 mars 1796, Écueillé fut occupée pendant deux jours par 200 insurgés royalistes dans le cadre de la « Vendée de Palluau » et cette occupation se conclut, outre la débandade des assaillants, par l'exécution en place publique d'un dénommé Sylvain Robert, originaire de Villedômain. L'épisode est relaté sur le blog de Michaël Beigneux.
Les petites communes mitoyennes d'Hervault (en 1813) et de Cloué (en 1854) ont fusionné avec Écueillé.
Rappels sommaires sur deux anciennes paroisses qui ont fusionné avec Ecueillé :
- Cloué : occupée par un riche propriétaire terrien à l'époque gallo-romaine ; traversée par le « chemin de César » par où transita souvent saint Martin au IVe siècle ; habitat dispersé entre plusieurs hameaux : le Moulin de La Roche, l'Ecoublère, la Saulais, les Bossées, les fiefs de Haute Roche et Basse Roche (dépendant au XIIIe siècle des frères Poitevin), la Ferrière (propriété des Boisvilliers, Leroy, Préaulx, lieu du nouveau cimetière depuis le début du XVIIe siècle) ; des lettres royales de 1449 dispensent les habitants de plusieurs redevances et corvées ; Cloué a toujours figuré sur les cartes du Berry ; l'église Saint-Martin (désaffectée depuis 1790) dépendant de l'abbaye de Miseray ; depuis 1809 les défunts sont inhumés à Écueillé ; église, cimetière et mairie ont disparu du paysage au début du XIXe siècle ; Cloué a fusionné avec Écueillé le 14 janvier 1854 (1 475 mariages y furent célébrés de 1661 à 1853) ; elle comptait alors environ 330 habitants, répartis dans le bourg de Cloué (60 hab.), 8 hameaux de 9 à 35 habitants (la Ferrière, l'Écoubière, la Morlière, Mirebeau, la Poterie, la Saulaie, les Bossées et "le Berry", futur quartier de la Gare) et 13 fermes isolées, toujours occupées de nos jours[28].
- Hervault : sa cure a été confiée en 1202 à l'abbaye de Miseray ; le premier curé est le frère Hugo de Arvellis mentionné en 1269 ; le fief est d'abord sous la dépendance du seigneur d'Augnais puis du seigneur de Palluau avant d'être confié à bail en 1629 à Bruneau Jacob, marchand de Clion. Lors de la départementalisation en 1790, Hervault apparait comme une commune de l'Indre, intégrée au canton de Jeu-Maloches devenu canton d'Écueillé et fusionne finalement avec Écueillé le 22 mai 1813 ; l'église est désaffectée depuis la chute du clocher en 1796 ; 90 mariages furent célébrés à Hervault de 1668 à 1812 ; à partir de 1775 les défunts furent inhumés à Préaux. Hervault est mentionné d'abord sur les cartes de Touraine puis sur les cartes du Berry par Cassini vers 1750. Lors du recensement de 1846, les trois lieux-dits de l'ancienne commune annexée en 1813 comptaient une soixantaine d'habitants, soit 16 à Hervault (ex-bourg), 25 à Beauvais et 19 à Crasset (ou Crassay)[28].

Du 16 au 18 janvier 1847, le canton d'Écueillé fut le théâtre d'émeutes de la faim dans le cadre des jacqueries du Bas-Berry ; 10 personnes du canton furent traduites en justice mais un seul des inculpés (le bûcheron Firmin Bourreau, 32 ans) était natif de la commune.
En 1847, la mairie (détruite le 25 août 1944) est bâtie au centre de la Halle, sur la place du Marché.
En 1854 est créé le corps des sapeurs pompiers. Il devient en 1956, le centre de secours no 11.
En 1866, le niveau d'instruction est plutôt supérieur à la moyenne avec 10,2 élèves pour 100 habitants à Écueillé contre 8,9 en moyenne départementale. Un cercle littéraire y apparait même en 1862.
L.A. Léjosne, professeur au lycée impérial de Châteauroux, écrit en 1869 : « Au temps de saint Martin (IVe siècle), il existait au village de Cloué (Claudiomagus) un monastère de pieuses filles que ce prélat visita, suivant le récit de l’écrivain ecclésiastique Saint-Sulpice-Sévère ». Il est possible cependant que le professeur Lejosne ait commis une confusion car, selon d’autres sources, Claudiomagus ne correspondrait pas à Cloué mais à Clion.
En 1908, Écueillé est le siège de grandes manœuvres militaires.
La Première Guerre mondiale provoque « une saignée » très importante comme l'atteste le monument aux morts où sont gravés les noms de 70 soldats « morts pour la France ». À l'issue de celle-ci, du 13 au 25 mai 1919 les agriculteurs écueillois peuvent acquérir du matériel et des chevaux de l'Armée américaine sur la place du Champ-de-Foire.
Pendant la Seconde Guerre mondiale, Écueillé fut un foyer de résistance important, bien relaté dans les livres de Maurice Nicault. Il dut aussi subir les arrestations, et les actes d'un faux maquis dirigé par le dénommé Lecoze qui finira fusillé à Angers, le 31 mai 1945. Écueillé a connu dans la nuit du 25 au 26 août 1944 un combat violent entre des éléments de la Wehrmacht, et du 8e cuirassiers français commandé par le capitaine André Colomb.
Une plaque commémorative honore les 18 victimes françaises du 25 août 1944, du combat d'Écueillé et du drame de la Butte Monbelle, qui eut lieu, le 28 août 1944, à Heugnes. Sur Écueillé : Alexandre Hall, Georges Pierre, Joseph Renahy, Michel de Vilmarest, Charles Fernandez, Bernard Salmont, Maurice Gauvain, Marcel Montel, Léopold Niquet, Jeanne Niquet, Robert Reuillon, Pierre Rozienko, Pierre Jollet, Roland Jollet, Mme Aubé-Fournier, Mme Jollet-Lanchais, Mme Jollet-Rimbert, Mme Morin-Foulon. À la Butte Monbelle : Léopold Linarès, Onésime Adam, Paul Baron, Roland Lamirault, Albert Laurent.
Le centre du bourg fut partiellement détruit et la mairie (incendiée) dut être reconstruite. Le maire Léon Bodin fut momentanément remplacé par une personne désignée par la Résistance, avant de retrouver son mandat aux élections municipales de 1945.
À la rentrée scolaire 1970, les collégiens du canton et de Nouans furent accueillis dans le nouveau C.E.G. Calmette-et-Guérin, sur la route de Pellevoisin ; il avait été inauguré le 30 juin 1970 par le préfet Philippe en présence notamment du député Jean-Paul Mourot et de membres de la famille (fils du Dr Guérin, neveu de Mme Calmette) des découvreurs du B.C.G. ; il était conçu pour accueillir 400 élèves.
À la suite du redécoupage cantonal de 2014, la commune perd son statut de chef-lieu de canton.

## Politique et administration
La commune dépend de l'arrondissement de Châteauroux, du canton de Valençay, de la deuxième circonscription de l'Indre et de la communauté de communes Écueillé - Valençay.

### Tendances politiques et résultats
Résultats des élections municipales des quarante dernières années : 
- mars 1971 : liste Léon Bodin (vétérinaire retraité, maire sortant) : 17 élus au 1er tour ; à la suite de quatre décès dont celui du maire dans un accident de voiture, des élections partielles ont lieu en juin 1974, elles se soldent par un siège pour la majorité municipale et trois sièges pour des candidats sans étiquette en rupture avec l'équipe sortante ; Jacques Morin (notaire de sensibilité démocrate-chrétienne, proche de Jean Lecanuet) remplace Léon Bodin comme maire ; le Dr Jean Lhéritier devient 1er adjoint et Pierre Moreau (vétérinaire) 2e adjoint ;
- mars 1977 : l'équipe municipale sortante éclate en deux listes rivales ; liste Jacques Morin (maire sortant) : huit sièges ; liste du Dr Jean Lhéritier : neuf sièges, ce dernier (Résistant de la 1re heure dès 1940, médecin généraliste) devient maire avec Pierre Bourguignon (architecte) 1er adjoint et Pierre Moreau 2e adjoint ;
- mars 1983 : la liste sortante du Dr Lhéritier reconduite avec dix-huit élus sur dix-neuf face à la liste de Joël Bonjour (assureur) sur laquelle figure l'ancien maire Jacques Morin ;
- mars 1989 : lourde défaite du Dr Lhéritier obligé de se retirer à l'issue du 1er tour où il a obtenu le plus mauvais score ; seuls cinq de ses colistiers sont élus contre douze élus pour la liste de Jacques Morin où figure Pierre Bourguignon, transfuge de la liste Lhéritier et une candidate isolée (Jeanne Fréville) ; Jacques Morin laisse la Mairie à Pierre Bourguignon. Jacques Morin meurt dans un accident de voiture le 24 septembre 1989 au retour du vote pour les sénatoriales et Pierre Bourguignon meurt à son tour en 1992. Élue au cours d'une élection partielle Michèle Morin (veuve de l'ancien maire) le remplace ; Jeanne Fréville est 1re adjointe et Simon Jourdain 2e adjoint. ;
- juin 1995 : la liste de Michèle Morin facilement reconduite ;
- mars 2001 : la liste de Michèle Morin reconduite une seconde fois en obtenant tous les sièges face à une liste "apolitique" ;
- mars 2008 : la liste sortante de Michèle Morin repasse en quasi-totalité (sauf Mme Morin handicapée par son grand âge) face à la liste de Joël Bonjour qui est laminée ; le pharmacien Raymond Thomas (conseiller municipal depuis 1995, fils de l'ancien pharmacien et conciliateur René Thomas) devient maire.

Résultat des élections cantonales :
Le canton d'Écueillé (4 744 habitants au recensement de 1975 et seulement 3 898 à celui de 1999) a été représenté au Conseil départemental de l'Indre de 1945 à 1973 par le Dr Léon Bodin, maire d'Ecueillé, réélu pour la dernière fois en septembre 1967 avec près de 90 % des voix face à un agriculteur membre du Parti Communiste.
- septembre 1973 : Léon Bodin est battu pour la 1re fois (dès le 1er tour) par Amédée Renault (vétérinaire), maire Socialiste de Pellevoisin.
- mars 1979 : Amédée Renault est réélu au 1er tour et devient premier vice-président du Conseil général, puis député en juin 1981.
- mars 1985 : Amédée Renault est battu d'une seule voix au 2e tour par le général Henri Louet (RPR) qui devient vice-président du Conseil général puis député en mars 1986.
- mars 1992 : Joël Bonjour (RPR puis UMP) est élu puis réélu en mars 1998, mars 2004 et mars 2010.

Représentation d'Ecueillé et de son canton au conseil régional du Centre :
- Amédée Renault (PS) y siège de 1981 à 1986 en sa qualité de parlementaire puis de 1986 à 1992 (tête de liste aux 1res élections au suffrage universel) ;
- Jacques Morin (CDS) y siège de janvier 1987 (date de l'annulation par le Conseil d’État de l'élection de Hubert Bassot) à sa mort en septembre 1989.

### Liste des maires
| Période                                  | Période          | Identité           | Étiquette | Qualité                                               |
| ---------------------------------------- | ---------------- | ------------------ | --------- | ----------------------------------------------------- |
| novembre 1944                            | mai 1945         | Paul Boisseau      | ?         | ?                                                     |
| mai 1945                                 | mai 1974         | Léon Bodin         | RGR-DVG   | Conseiller général de l'Indre (1945-1973) Vétérinaire |
| juin 1974                                | mars 1977        | Jacques Morin      | CDS       | Notaire                                               |
| mars 1977                                | mars 1989        | Jean Lhéritier     | DVD       | Médecin                                               |
| mars 1989                                | 1992             | Pierre Bourguignon | ?         | Architecte                                            |
| 1992                                     | mars 2008        | Michèle Morin      | UDF       | Négociatrice en immobilier                            |
| mars 2008                                | 18 janvier 2014, | Raymond Thomas     | DVD       | Pharmacien                                            |
| 19 janvier 2014                          | En cours         | Jean Aufrère       | DVG       | Professeur des écoles retraité                        |
| Les données manquantes sont à compléter. |                  |                    |           |                                                       |

### Instances judiciaires et administratives
La commune dispose des services suivants :
- un bureau de poste[38] ;
- un office de tourisme[39] ;
- une gendarmerie[40] ;
- un centre de secours ;
- un centre d'entretien et d'exploitation des routes du conseil départemental de l'Indre[41].

### Jumelages
- Ittre (Belgique) depuis 1992

## Population et société

### Démographie
L'évolution du nombre d'habitants est connue à travers les recensements de la population effectués dans la commune depuis 1793. Pour les communes de moins de 10 000 habitants, une enquête de recensement portant sur toute la population est réalisée tous les cinq ans, les populations de référence des années intermédiaires étant quant à elles estimées par interpolation ou extrapolation. Pour la commune, le premier recensement exhaustif entrant dans le cadre du nouveau dispositif a été réalisé en 2004.

En 2022, la commune comptait 1 189 habitants, en évolution de −7,76 % par rapport à 2016 (Indre : −3 %, France hors Mayotte : +2,11 %).
| 1793  | 1800  | 1806  | 1821  | 1831  | 1836  | 1841  | 1846  | 1851  |
| ----- | ----- | ----- | ----- | ----- | ----- | ----- | ----- | ----- |
| 1 045 | 1 045 | 1 039 | 1 160 | 1 151 | 1 267 | 1 268 | 1 365 | 1 384 |

| 1856  | 1861  | 1866  | 1872  | 1876  | 1881  | 1886  | 1891  | 1896  |
| ----- | ----- | ----- | ----- | ----- | ----- | ----- | ----- | ----- |
| 1 740 | 1 800 | 1 926 | 1 916 | 1 909 | 1 968 | 1 939 | 2 036 | 1 966 |

| 1901  | 1906  | 1911  | 1921  | 1926  | 1931  | 1936  | 1946  | 1954  |
| ----- | ----- | ----- | ----- | ----- | ----- | ----- | ----- | ----- |
| 1 922 | 1 953 | 1 951 | 1 712 | 1 738 | 1 782 | 1 710 | 1 760 | 1 640 |

| 1962  | 1968  | 1975  | 1982  | 1990  | 1999  | 2004  | 2006  | 2009  |
| ----- | ----- | ----- | ----- | ----- | ----- | ----- | ----- | ----- |
| 1 568 | 1 689 | 1 760 | 1 726 | 1 548 | 1 413 | 1 353 | 1 343 | 1 315 |

| 2014  | 2019  | 2022  | - | - | - | - | - | - |
| ----- | ----- | ----- | - | - | - | - | - | - |
| 1 282 | 1 216 | 1 189 | - | - | - | - | - | - |

### Enseignement
La commune dépend de la circonscription académique d'Issoudun.

### Manifestations culturelles et festivités
- Grande fête annuelle

### Équipement culturel
- Salle des fêtes (capacité[48] 360 personnes)

### Santé
La ville d’Ecueille dispose d’une maison de santé pluridisciplinaire. Deux médecins généralistes, un pédicure, une kinésithérapeute, deux infirmiers et une diététicienne y exercent. De plus une ostéopathe exerce dans son propre cabinet.

### Sports
Le premier club de football a été créé en 1920 par Georges Renault, fils de l'instituteur local. La commune dispose d'un stade communal depuis 1962, remplaçant le terrain de l'U.S.E. aménagé en 1942.

### Médias
La commune est couverte par les médias suivants : La Nouvelle République du Centre-Ouest, Le Berry républicain, L'Écho - La Marseillaise, La Bouinotte, Le Petit Berrichon, La Renaissance Lochoise, France 3 Centre-Val de Loire, Berry Issoudun Première, Vibration, Forum, France Bleu Berry et RCF en Berry.

### Cultes
Culte catholique
La commune d'Écueillé dépend de l'archidiocèse de Bourges, du doyenné de Brenne-Touraine et de la paroisse d'Écueillé. Le lieu de culte est l'église Notre-Dame.

## Économie
La commune se situe dans la zone d’emploi de Châteauroux et dans le bassin de vie de Châtillon-sur-Indre.
La commune se trouve dans l'aire géographique et dans la zone de production du lait, de fabrication et d'affinage des fromages Valençay et Sainte-maure-de-touraine.
Diverses entreprises font fonctionner l'économie locale.
Un camping est présent dans la commune. Il s'agit du camping municipal de La Potinière qui dispose de 25 emplacements.

## Culture locale et patrimoine

### Monuments et lieux touristiques
- Château de la Basse Roche (XIXe siècle)
- Église Notre-Dame[53] : ancienne église romane des XIIIe et XIVe siècles abandonnée au début du XXe siècle (inondable, très endommagée) ; portail sculpté dont les huit voussures comportent une représentation des Vieillards de l'Apocalyse avec leurs instruments de musique ; cinq travées (deux du XIIe siècle pourvues de voûtes bombées dites Plantagenêt, trois du XVe siècle dont une avec clé de voûte de 1441). Au XVe siècle, l'archevêque de Tours Jean Bernard, natif d'Écueillé, fit reconstruire le chœur et voûter la troisième travée de nef par des artisans tourangeaux. Clocher massif à baies géminées édifié à la fin du XVe siècle, couronné d'une flèche de pierre, refait en 1860. Église dépendant jusqu'à la Révolution de l'abbaye de Villeloin. Classée aux monuments historiques en 1987. Ouverte les journées du Patrimoine. Le 21 janvier 1906 une nouvelle église est inaugurée ; elle a été bâtie sur les plans de l'architecte Henry Dauvergne ; sa construction commencée le 7 août 1898 a duré sept ans et s'est heurtée à la très forte opposition du maire Alban David (décédé subitement le 1er août 1905) et de son successeur.
- Monument aux morts
- Ancienne église romane du prieuré d'Hervault
- Prieuré : relevant jusqu'à la Révolution du château de Loches, avec des dépendances au village du Bois Franc. Vestige d'un établissement monastique dont les premières mentions remontent au XIIe siècle ; le premier prieur est un certain Pinardus, en poste à partir de 1184. Fut l'une des 15 succursales de l'abbaye bénédictine Saint-Sauveur de Villeloin. Parmi les prieurs figure en 1493 André de Maussabré, membre d'une famille de la petite noblesse locale. Qualifié en 1791 de manoir.
- Ancienne grange cistercienne : datant de 1194, elle se situait au lieu-dit Bretagne.

### Personnalités liées à la commune
- Jean Bernard (1386-1466), archevêque de Tours de 1441 à 1466, ambassadeur de Charles VI à Madrid, né à Écueillé.
- Pierre Suzor (1733-1801), curé d'Écueillé puis évêque constitutionnel d'Indre-et-Loire.
- Isidore David (1805-1892), médecin, maire de 1846 à 1890 et député de 1877 à 1885.
- Georges Cloué (1817-1889), ministre de la Marine, membre de l'Académie des Sciences et du Bureau des Longitudes.
- Alban David (1837-1905), maire de 1890 à 1896 et de 1900 à 1905, conseiller général de 1886 à 1898 puis en 1905, député de 1889 à 1905.
- Arthur Delaigues (1860-1934), curé d'Écueillé, président de l'Apis Club international à Genève.
- Albert Jahan (1862-1928), musicien, compositeur, président-fondateur de la Fédération musicale de l'Indre.
- Pierre Deschamps (1873-1958), inspecteur des Écoles à Madagascar en 1898, fondateur de la Mission laïque française (MLF) en 1902.
- Joseph Paul-Boncour (1873-1972), Président du Conseil, député, sénateur, ministre, citoyen d'honneur d'Écueillé.
- Louis Renoux (1879-1957) et Marius Renoux (1880-1946), pionniers de l'expansion française en Afrique Occidentale française.
- Émile Bollaert (1890-1978), Gouverneur Général de l'Indochine, président de la Mission Laïque Française.
- Léon Bodin (1899-1974), docteur vétérinaire à Écueillé de 1922 à 1963, président du Conseil d'arrondissement de 1930 à 1940, conseiller général du canton d'Écueillé de 1945 à 1973, maire d'Écueillé de 1930 à 1944 et de 1945 à 1974.
- André Colomb (1910-1981), lieutenant-colonel, citoyen d'honneur de la commune. Le 25 août 1944, il commandait en tant que capitaine, le 1er escadron du 8e régiment de cuirassiers lors du « combat d'Écueillé » contre un convoi d'artillerie antichar de la Wehrmacht.
- Amédée Renault (1920-2008), député-maire de Pellevoisin, vétérinaire, né à Écueillé.
- Jacques Morin (1920-1989), responsable départemental du M.R.P., notaire à Écueillé à partir de 1947, conseiller municipal de 1953 à 1983 et maire de 1974 à 1977, conseiller régional du Centre de 1987 à sa mort.
- Maurice Nicault (1924-2014), enseignant, correspondant départemental du Comité d'histoire de la Seconde Guerre mondiale[Note 3].
- Henri Louet (1924-2019), résistant, docteur en sciences politiques, général de division de l'Armée de l'Air en 1975, directeur général du commissariat à l'Air jusqu'en décembre 1981, conseiller général du canton d'Écueillé.

### Héraldique, logotype et devise
| Blason de Écueillé | Blason  | D'or à trois chabots de gueules. |
| Blason de Écueillé | Détails | Le blason d'Écueillé provient de la maison de Chabot : d'or à trois chabots de gueules. La ville de Jarnac (Charente) possède les mêmes armoiries mais celles d'Écueillé sont ornées de la Croix de Guerre 1939-45 avec étoile d'argent par décision du 7 septembre 1948 du Secrétaire d'État aux Forces Armées Maurice Bourgès-Maunoury : « Lieu d'une bataille le 25 août 1944 pouvant être considérées comme l'une des plus grandes victoires du Centre de la France, sur les Allemands, dans la lutte pour la libération du territoire national, la population d'Écueillé a payé un lourd tribut à la guerre, meurtrie mais sublime, blessée mais fière, a contribué à la victoire finale pour la Libération. Le statut officiel du blason reste à déterminer. |